# Región del Sudeste de Inglaterra
El Sudeste de Inglaterra es una de las nueve regiones de Inglaterra. Está formada por nueve condados: Berkshire, Buckinghamshire, Sussex del Este, Hampshire, Isla de Wight, Kent, Oxfordshire, Surrey y Sussex Occidental. Su capital es Guildford, Surrey. Limita al norte con Midlands del Este, Gran Londres y Este, al este y sur con el canal de la Mancha, al oeste con Sudoeste y al noroeste con Midlands del Oeste. Con 8,634,750 habitantes en 2011 es la región más poblada del país, con 19,095 km², la tercera más extensa —por detrás de Sudoeste y Este— y con 452,2 hab/km², la tercera más densamente poblada, por detrás de Gran Londres y Noroeste. 
Fue creada en 1994 y adoptada por propósitos estadísticos en 1999 y, al igual que otras regiones de Inglaterra, no ha elegido ningún gobierno y tiene pocos poderes centrales. La creación de los gobiernos electos regionales propuesto por el Partido Laborista han sido anulados después de su elección en 1997.

## Geografía

La ciudad más poblada de la región es Brighton; pero la conurbación de Medway, consistente de Chatham, Gillingham, Strood, Rainham y otros pueblos circundantes; actualmente se está preparando para declararse como ciudad en el 2012, lo que significaría que Medway sería unificada como una sola ciudad, con una extensión similar a la de Brighton. La influencia dominante en la economía de la región es el vecino Londres. El punto más alto es el cerro Walbury en Berkshire, con 297 metros.

### Límites históricos
Hasta 1999, el Sudeste de Inglaterra era una Región Estándar Estadística, la cual también incluía los condados de Essex, Hertfordshire, Bedfordshire y el Gran Londres. La exregión de defensa civil del Sudeste cubría la misma área que la actual división territorial.

## Definiciones alternativas
En un uso no oficial, el Sudeste puede referirse a un área imprecisa y variante -a veces solamente describiendo a Londres, Kent, Sussex del Este, Sussex del Oeste y Surrey; pero a veces al área de la Región Estándar Estadística (véase más arriba), que correspondería aproximadamente al área metropolitana de Londres. Antes de la creación de la región actual, la idea que Londres no estuviese incluida en el Sudeste hubiese parecido ridícula.

## Demografía
La región posee 8.635.000 habitantes según el censo de 2011, lo que la hace la región más poblada de Inglaterra. Las mayores conurbaciones de la región incluyen Brighton/Worthing/Littlehampton, cuya población en el 2011 ascendía a  474.485 ; Portsmouth (442.252); Reading (369.804) y Southampton (304,400). Los asentamientos cercanos a Londres ahora son partes de la conurbación conocida como Área Urbana del Gran Londres.